# New Hope Club (album)
New Hope Club è il primo ed eponimo album in studio del gruppo musicale britannico New Hope Club, pubblicato nel 2020.

## Tracce
Edizione Standard
1. Love Again – 3:23
2. Let Me Down Slow (with R3hab) – 2:55
3. Know Me Too Well (featuring Danna Paola) – 3:20
4. Permission – 3:14
5. Fixed – 3:44
6. Medicine – 3:25
7. Give Me Time – 2:37
8. Serious – 3:23
9. Crazy – 3:54
10. Let Me Down Slow – 2:42
11. You and I – 3:16
12. Why Oh Why – 3:02
13. Karma – 2:58

Blake Edition
1. Love Again – 3:23
2. Let Me Down Slow (with R3hab) – 2:55
3. Know Me Too Well (featuring Danna Paola) – 3:20
4. Permission – 3:14
5. Fixed – 3:44
6. Medicine – 3:25
7. Give Me Time – 2:37
8. Serious – 3:23
9. Crazy – 3:54
10. You and I – 3:16
11. Just To Find Love – 2:52
12. We Broke Up In a Dream – 3:05

George Edition
1. Love Again – 3:23
2. Let Me Down Slow (with R3hab) – 2:55
3. Know Me Too Well (featuring Danna Paola) – 3:20
4. Permission – 3:14
5. Fixed – 3:44
6. Medicine – 3:25
7. Give Me Time – 2:37
8. Serious – 3:23
9. Crazy – 3:54
10. You and I – 3:16
11. Flight Away – 3:22
12. Remember – 2:51

Reece Edition
1. Love Again – 3:23
2. Let Me Down Slow (with R3hab) – 2:55
3. Know Me Too Well (featuring Danna Paola) – 3:20
4. Permission – 3:14
5. Fixed – 3:44
6. Medicine – 3:25
7. Give Me Time – 2:37
8. Serious – 3:23
9. Crazy – 3:54
10. You and I – 3:16
11. How To Say I Love You – 3:30
12. Turning Red – 3:44